# Sophie Hilbrand

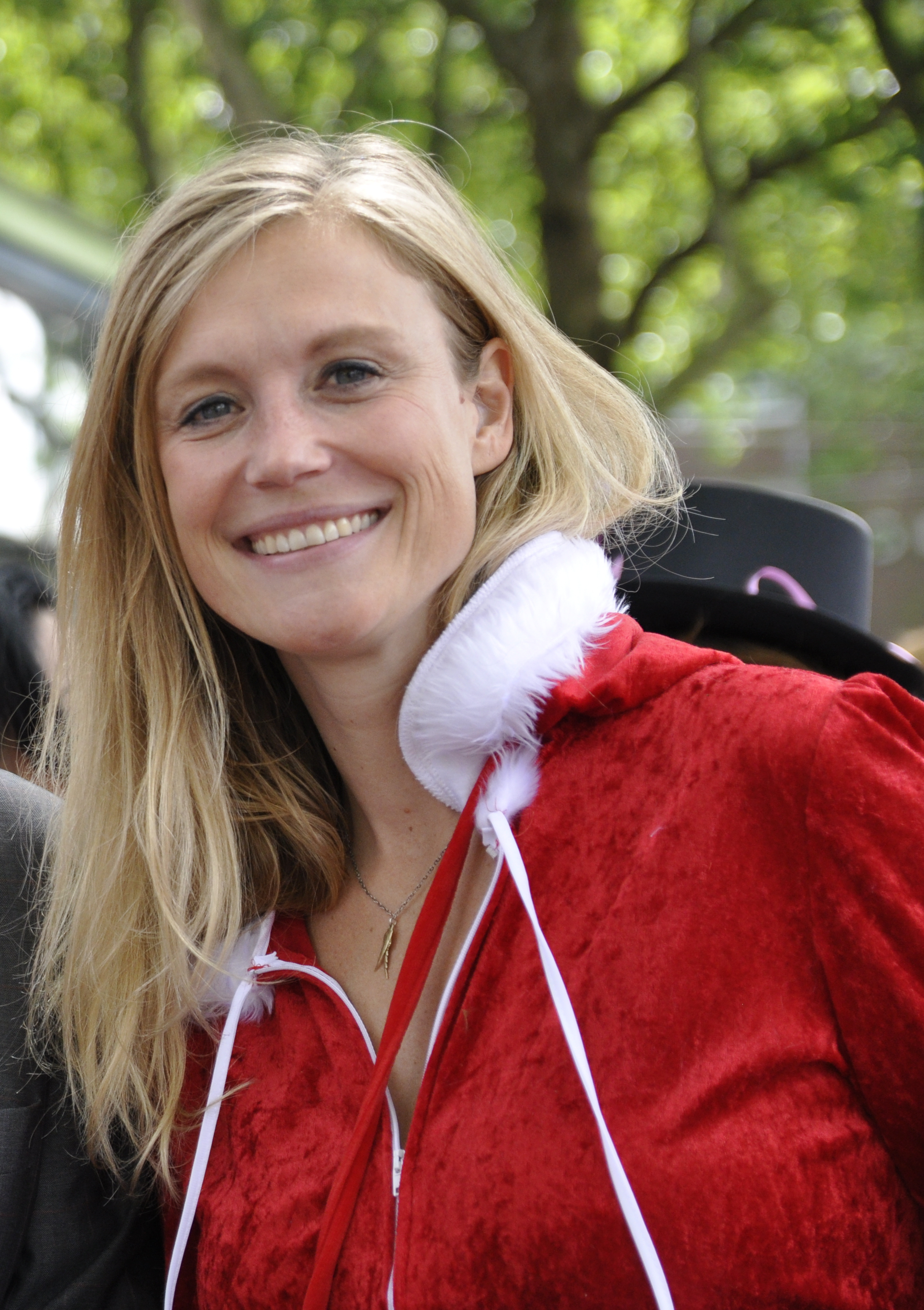
Sophie Hilbrand (2012)

Sophie Francine Hilbrand (* 5. Oktober 1975 in Alkmaar, Nordholland) ist eine niederländische Schauspielerin und Fernsehmoderatorin.

## Leben und Karriere
Sophie Hilbrand wurde 1975 im niederländischen Alkmaar als Tochter eines Kaufmanns und einer Sekretärin geboren und hat noch eine Schwester. Ihre Kindheit verbrachte sie die ersten acht Jahre in Bergen, dann in Nuenen. In Eindhoven besuchte sie ein Jahr lang eine Fashion Academy. Eine dreijährige Ausbildung in Marketing absolvierte sie nach ihrem Umzug nach Amsterdam. Sie wirkte in Werbespots und Kurzfilmen mit. In den Niederlanden ist Sophie Hilbrand bekannt als Radio- und Fernsehmoderatorin von Talkshows wie Spuiten en Slikken. Im deutschsprachigen Raum wurde sie durch die weibliche Hauptrolle der Studentin Kathleen in dem auf der niederländischen Insel Texel spielenden Erotik-Thriller Verführerisches Spiel (Originaltitel: Zomerhitte) aus dem Jahr 2008 nach einem Roman von Jan Wolkers bekannt.
Sophie Hilbrand ist seit Herbst 2006 mit dem niederländischen Schauspieler Waldemar Torenstra liiert, der 2008 auch ihr Filmpartner in Verführerisches Spiel ist. Sie sind Eltern einer Tochter und eines Sohnes.

## Filmografie (Auswahl)

### Filme
- 2002: Tarry
- 2004: Profs
- 2006: Grijpstra & de Gier (Fernsehserie)
- 2008: Verführerisches Spiel (Zomerhitte)

### Moderatorentätigkeit
- 2003: 6pack (1 Folge)
- 2005–2007: Try Before You Die (9 Folgen)
- 2005–2008: Spuiten en Slikken (46 Folgen)
- 2005–2011 De Wereld Draait Door (39 Folgen)
- 2006–2009: Ranking the Stars (18 Folgen)
- 2008: De Nationale BNN Test (1 Folge)